# Bing with a Beat
Bing with a Beat – studyjny album Binga Crosby'ego nagrywany 19 i 20 lutego 1957 roku w studiu radowym Annex w Los Angeles i wydany przez RCA Victor.
Album został wydany ponownie na płytę CD w 2004 roku.

## Lista utworów
Bing with a Beat to album koncepcyjny, na którym utwory zawierają aranżacje jazzowe i dixielandowe Matty'ego Matlocka, grane przez Frisco Jazz Band Boba Scobeya.
| Tytuł                                                | Długość |
| ---------------------------------------------------- | ------- |
| „Let a Smile Be Your Umbrella”                       | 2:50    |
| „I'm Gonna Sit Right Down and Write Myself a Letter” | 3:03    |
| „Along the Way to Waikiki”                           | 3:29    |
| „Exactly Like You”                                   | 3:14    |
| „Dream a Little Dream of Me”                         | 2:40    |
| „Last Night on the Back Porch”                       | 2:48    |

| Tytuł                             | Długość |
| --------------------------------- | ------- |
| „Some Sunny Day”                  | 2:46    |
| „Whispering”                      | 3:26    |
| „Tell Me”                         | 2:56    |
| „Mack the Knife”                  | 3:53    |
| „Down Among the Sheltering Palms” | 3:15    |
| „Mama Loves Papa”                 | 3:10    |

## Twórcy
- Bing Crosby (wokal);
- Bob Scobey (trąbka i lider),
- Frank Beach (trąbka);
- Abe Lincoln (puzon);
- Matty Matlock (klarnet, producent);
- Dave Harris (saksofon tenorowy);
- Ralph Sutton (fortepian);
- Clancy Hayes (gitara);
- Red Callender (bas);
- Nick Fatool (perkusja)